# 泰德·利蓋蒂
泰德·利蓋蒂（英語：Ted Ligety，1984年8月31日—），全名西奧多·夏普·利蓋蒂（英語：Theodore Sharp Ligety），美國高山滑雪運動員、企业家，曾兩度奪得冬季奧運金牌，與伙伴一同創立切碎光學（Shred Optics）品牌。

## 生平
利蓋蒂生於美國鹽湖城，母親辛迪·夏普（Cyndi Sharp）和父親比爾·利蓋蒂（Bill Ligety）都是地產經紀。他在帕克城長大，兩歲起開始滑雪，10歲已經參加比賽。2002年畢業於帕克城冬季運動學校後，獲美國滑雪開發團隊重點培訓，並於2004年世界青年錦標賽小迴轉項目中奪得銀牌的成績。

## 外部連結
维基共享资源上的相關多媒體資源：泰德·利蓋蒂
- Ted Ligety （页面存档备份，存于） World Cup standings at the International Ski Federation
- Ted Ligety （页面存档备份，存于） at U.S. Ski Team
- 泰德·利蓋蒂在Sports Reference
- Ted Ligety （页面存档备份，存于） at Head.com
- Ted Ligety[] at Shred Optics
- 官方网站